# Pseudagrion jedda
Pseudagrion jedda là một loài chuồn chuồn kim trong họ Coenagrionidae.
Pseudagrion jedda được miêu tả khoa học năm 1991 bởi Theischinger & Watson.